# フライングチルダーズステークス
フライングチルダーズステークス（英: Flying Childers Stakes）はイギリスで行われる2歳馬の重賞である。5ハロンで行われ、2013年の格付けはG2である。

## 概要
フライングチルダーズステークスは、ドンカスター競馬場の直線5ハロン（約1006メートル）のスプリント距離で行われる。
1967年の創設時から、2歳のトップクラスのスプリンターによる競走が行われてきた。
過去の優勝馬で代表的なものは1985年のグリーンデザートで、グリーンデザートは後にジュライカップやスプリントカップに勝ち、種牡馬として大成功した。
フライングチルダーズステークスは、毎年9月に行なわれるドンカスター競馬場のセントレジャーフェスティバル開催中に行われ、セントレジャーの前日に施行されている。

### 競走名の由来
フライングチルダーズステークスの名称は、18世紀の名馬フライングチルダーズからとられている。フライングチルダーズは、ドンカスター近郊のカールハウス（Carr House）で生産された。
フライングチルダーズステークスは1967年に創設された。創設当初は「ノーフォークステークス（Norfolk Stakes）」の名称だった。
1973年に、アスコット競馬場の「ニューステークス（New Stakes）」が「ノーフォークステークス」に改称した。これに合わせ、ドンカスター競馬場では従来の名称を現在の「フライングチルダーズステークス」に改めた。フライングチルダーズステークスは、この年からG1に格付けされたが、1979年にG2に降格した。

## 歴代優勝馬
＊印は日本輸入馬。国際競走出走などによる一時的な入国も含む。

### 1967 - 1972 (ノーフォークS時代)
- 1967: D'Urberville
- 1968: Tower Walk
- 1969: ＊トライバルチーフ
- 1970: Mummy's Pet
- 1971: Rose Dubarry
- 1972: Marble Arch

### 1973 - 1978 (G1時代)
| 施行年 | 格付 | 距離          | 優勝タイム | 優勝馬                 | 備考 |
| ------ | ---- | ------------- | ---------- | ---------------------- | ---- |
| 1973   | G1   | 5f（約1006m） | 1:00.8     | Gentle Thoughts        |      |
| 1974   | G1   | 5f（約1006m） | 1:01.8     | ＊ホットスパーク       |      |
| 1975   | G1   | 5f（約1006m） | 1:01.0     | ＊ヒッタイトグローリー |      |
| 1976   | G1   | 5f（約1006m） | 1:02.8     | Mandrake Major         |      |
| 1977   | G1   | 5f（約1006m） | 1:02.5     | Music Maestro          |      |
| 1978   | G1   | 5f（約1006m） | 1:01.8     | Devon Ditty            |      |

### 1979 - (G2時代)
- 1979: Abeer
- 1980: Marwell
- 1981: Peterhof
- 1982: Kafu
- 1983: Superlative
- 1984: Prince Sabo
- 1985: Green Desert
- 1986: Sizzling Melody
- 1987: Gallic League
- 1988: Shuttlecock Corner
- 1989: 中止[※ 1]
- 1990: Distinctly North
- 1991: Paris House
- 1992: Poker Chip
- 1993: Imperial Bailiwick
- 1994: Raah Algharb
- 1995: Cayman Kai
- 1996: Easycall
- 1997: Land of Dreams
- 1998: Sheer Viking
- 1999: Mrs P

- 2000: Superstar Leo
- 2001: Saddad
- 2002: Wunders Dream
- 2003: Howick Falls
- 2004: Chateau Istana
- 2005: Godfrey Street
- 2006: Wi Dud[※ 2]
- 2007: Fleeting Spirit
- 2008: Madame Trop Vite
- 2009: Sand Vixen
- 2010: Zebedee
- 2011: Requinto
- 2012: Sir Prancealot
- 2013: Green Door
- 2014: Beacon[4]
- 2015: Gutaifan[5]
- 2016: Ardad[6]
- 2017: Heartache[7]
- 2018: Soldier's Call[8]
- 2019: A'Ali [9]
- 2020: Ubettabelieveit

- 2021: Caturra
- 2022: Trillium[10]
- 2023: Big Evs[11]
- 2024: Aesterius[12]

1. ↑  ※馬場に陥没ができたため開催中止。
2. ↑  ※ヨーク競馬場で開催。